# Sierra Championship Boxing
Sierra Championship Boxing (рус. Чемпионат бокса Sierra) — видеоигра про бокс, разработанная Evryware и опубликованная Sierra On-Line в 1983 году. Версии были выпущены для Apple II, Commodore 64, DOS и Macintosh.

## Об игре
Игра сочетает в себе элементы экшн, стратегии и спортивного симулятора. Игрок может управлять боксером во время раунда или выступать в качестве нападающего, выдачи инструкций между раундами. В игре также позволяется моделирование матчей без участия игрока. Игрок может выбрать из списка реальных бойцов из разных эпох, или создать боксера с настраиваемыми возможностями.
Sierra Championship Boxing была первой игрой, разработанной Evryware. Игру изначально должен был выпускать Microsoft, но Microsoft решил в последнюю минуту, что внутренний рынок не был достаточно большим. Evryware обратились к Кену Уильямсу из Sierra On-Line; Sierra заключили контракт с Evryware и опубликовали игру в 1983 году.

## Восприятие
InfoWorld так написал о Sierra Championship Boxing — «на сегодняшний день самая обширная спортивная игра, созданная для микрокомпьютеров» и предположил, что игра «может вступить в новую эру спортивных симуляторов», которые используют «мощность и память IBM PC и PCjr» для хранения подробной информации о реальных людях.
Версия игры для Commodore была негативно раскритикована Computer Gaming World. Рецензент похвалил варианты игры и графику, но критикует отсутствие реализма.